# Motion Car Development
Motion Car Development war ein britischer Hersteller von Automobilen.

## Unternehmensgeschichte
James Hodds gründete 2004 das Unternehmen in Rugby in der Grafschaft Warwickshire. Jeff Ashton war der Designer. Sie begannen mit der Produktion von Automobilen und Kits. Der Markenname lautete Avelle. 2007 endete die Produktion. Insgesamt entstanden etwa drei Exemplare.

## Fahrzeuge
Das erste Modell war der GTA. Dies war ein Coupé. Die Basis bildete ein Spaceframe-Rahmen. Darauf wurde eine Karosserie aus Fiberglas montiert. Technisch basierte das Fahrzeug auf dem Alpine A 610.
Später wurde daraus der GT. Nun trieb ein V6-Motor von Ford die Fahrzeuge an. Der Motor war in Mittelmotorbauweise hinter den Sitzen montiert war.